# شرم‌الشیخ

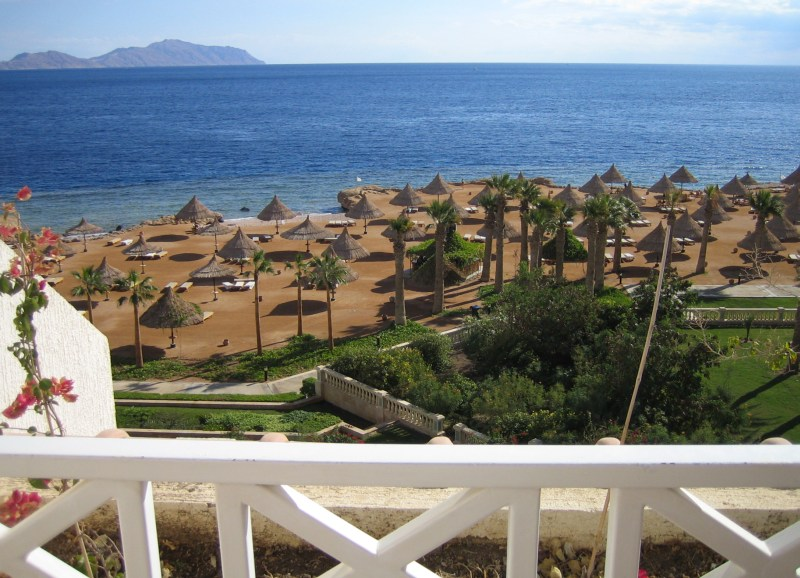
نمایی از شرم‌الشیخ

شرم‌الشیخ شهری ساحلی در نوک جنوبی شبه‌جزیره سینا در مصر میان جبل‌الموسی و دریای سرخ قرار دارد.
شرم‌الشیخ در موقعیت مهمی و در دهانهٔ خلیج عقبه قرار گرفته و میزبان پایگاهی برای نیروی دریای مصر است. این شهر در نیمهٔ دوم قرن بیستم دو بار و در مجموع برای ۱۶ سال در اشغال اسراییل قرار داشت.
اقتصاد منطقه پیش‌تر به ماهی‌گیری و کشتی‌رانی و اکنون متکی به جهان‌گردی است.
در ۲۳ ژوئیه ۲۰۰۵ بسیاری در رشته‌ای بمب‌گذاری در این شهر کشته شدند. حسنی مبارک بعد از استعفا به این منطقه رفت
...البته اکثر مردم شبه جزیره سینا از نژاد سامی الاصل و عرب هستند که از هزاران سال پیش در آن منطقه زندگی می‌کردند.

## تاریخچه
اهمیت استراتژیک این شهر باعث شد تا شرم الشیخ از یک روستای ماهیگیری به یک بندر مهم و پایگاه نیروی دریایی تبدیل شود. در بحران سال ۱۹۵۶ توسط اسراییل اشغال شد و در سال ۱۹۵۷ به مصر بازگردانده شد. در بار دوم در سال ۱۹۶۷ توسط اسراییل اشغال شد و کنترل آن پس از صلح میان مصر و اسراییل در سال ۱۹۷۹ به مصر بازگردانده شد.

## آب و هوا
دمای متوسط در طول زمستان بین ۱۵ تا ۳۵ درجه سانتیگراد متغیر است و در طول ماه‌های تابستان بین ۲۰ تا ۴۵ درجه می‌باشد. دمای دریای سرخ میان ۲۱ تا ۲۸ درجه به طور متوسط در کل سال می‌باشد.

## نگارخانه

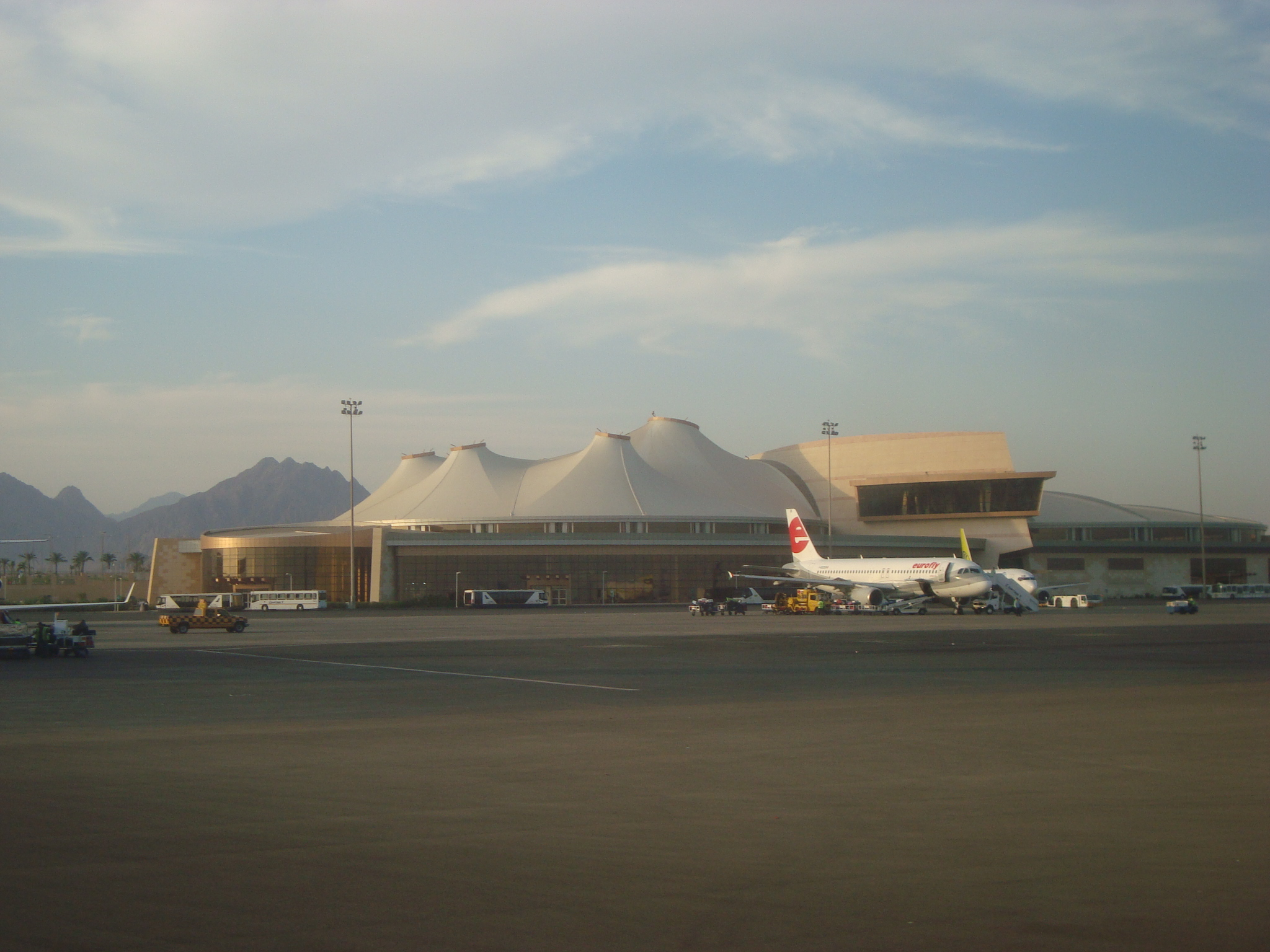
فرودگاه بین‌المللی شرم‌الشیخ
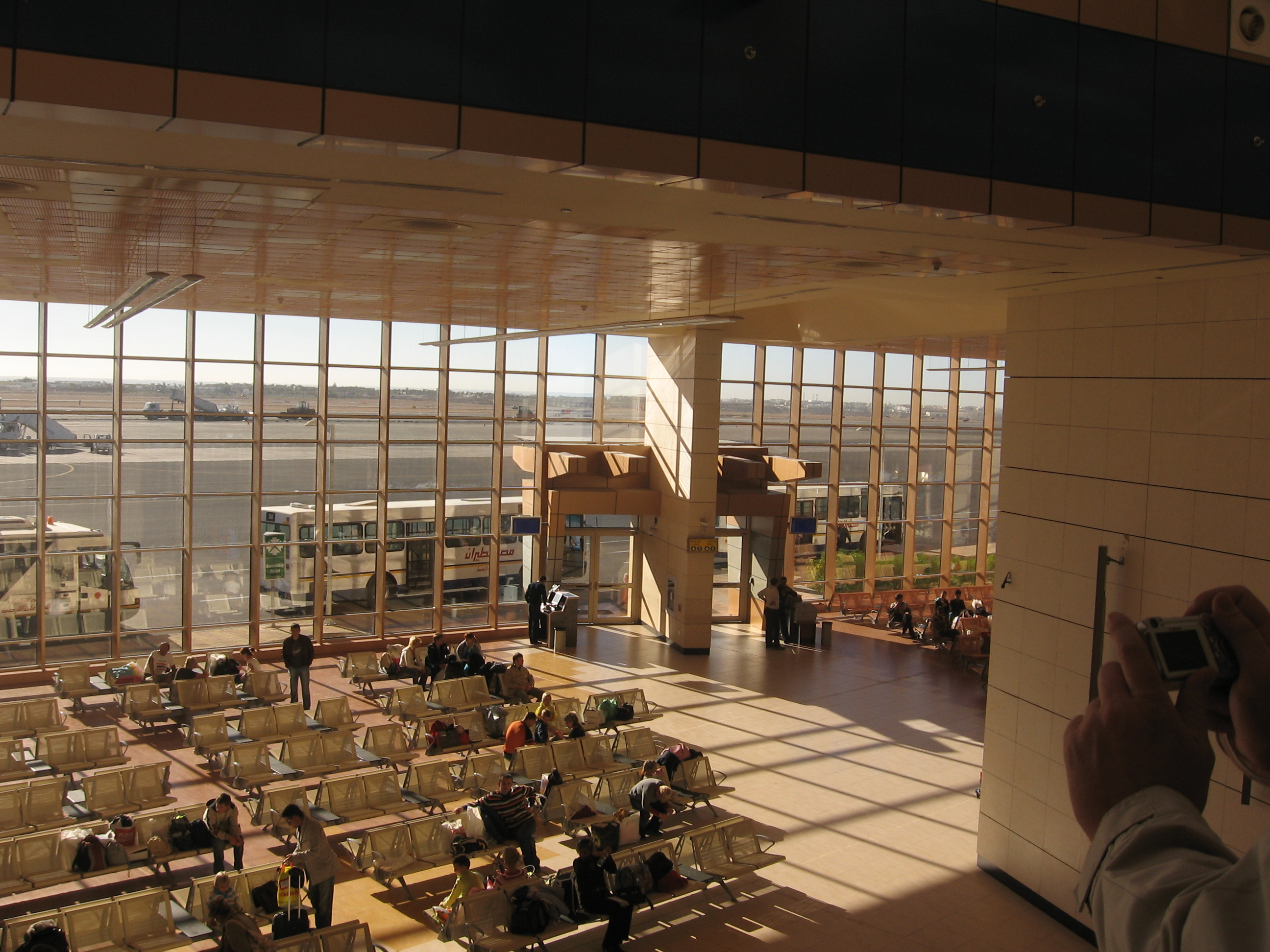
ورودی فرودگاه
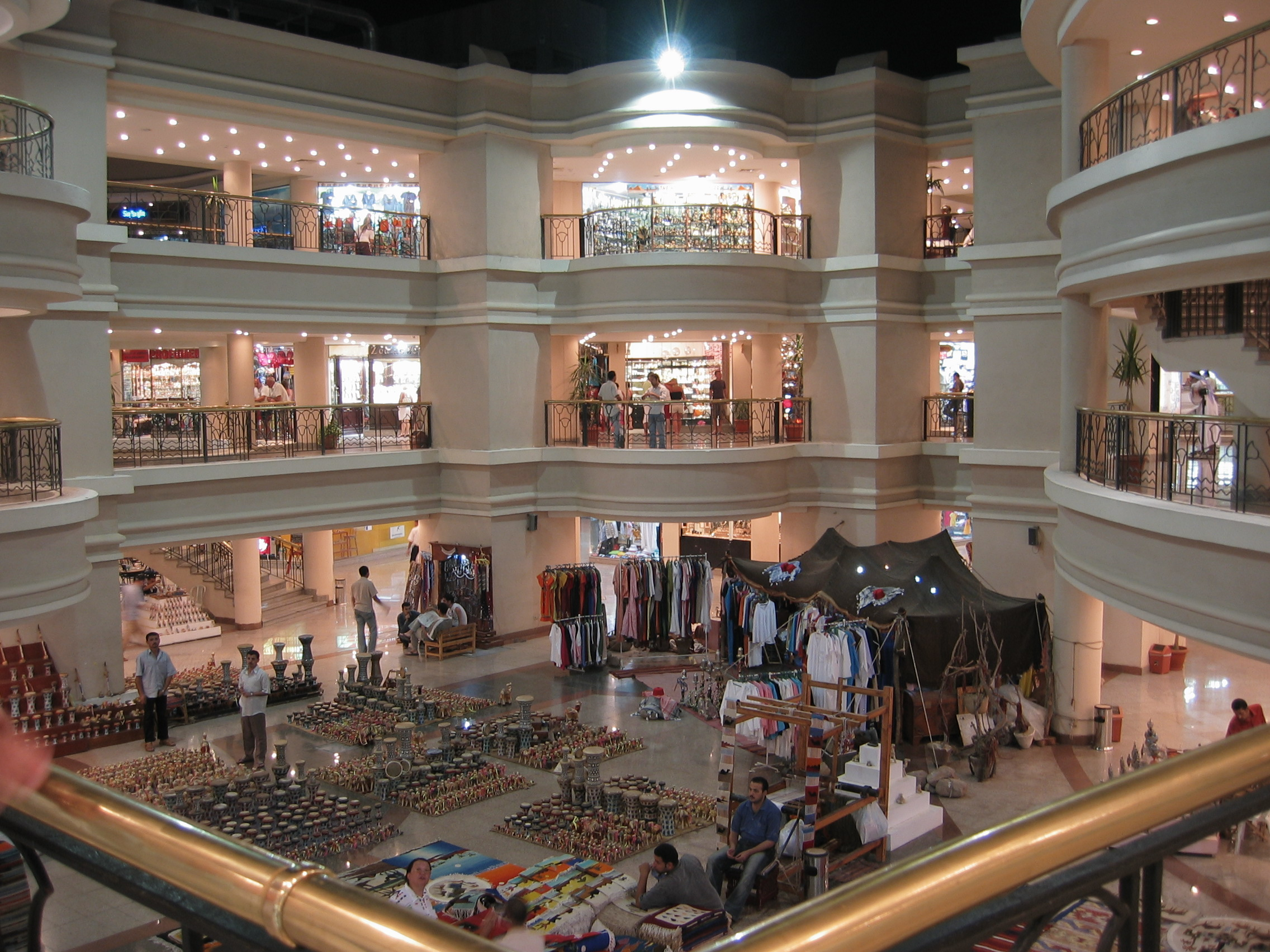
مرکز خرید ناما
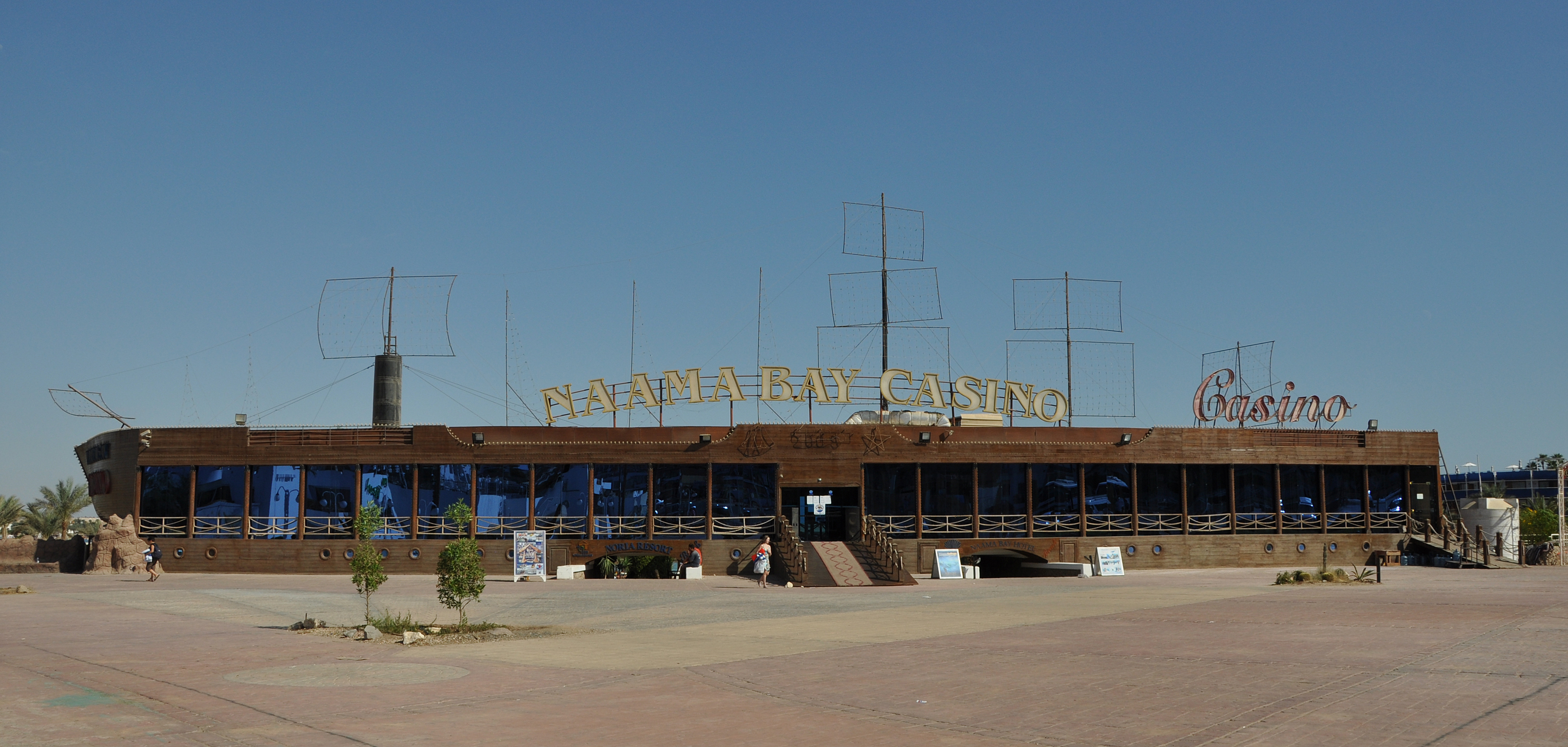
کازینو ناما
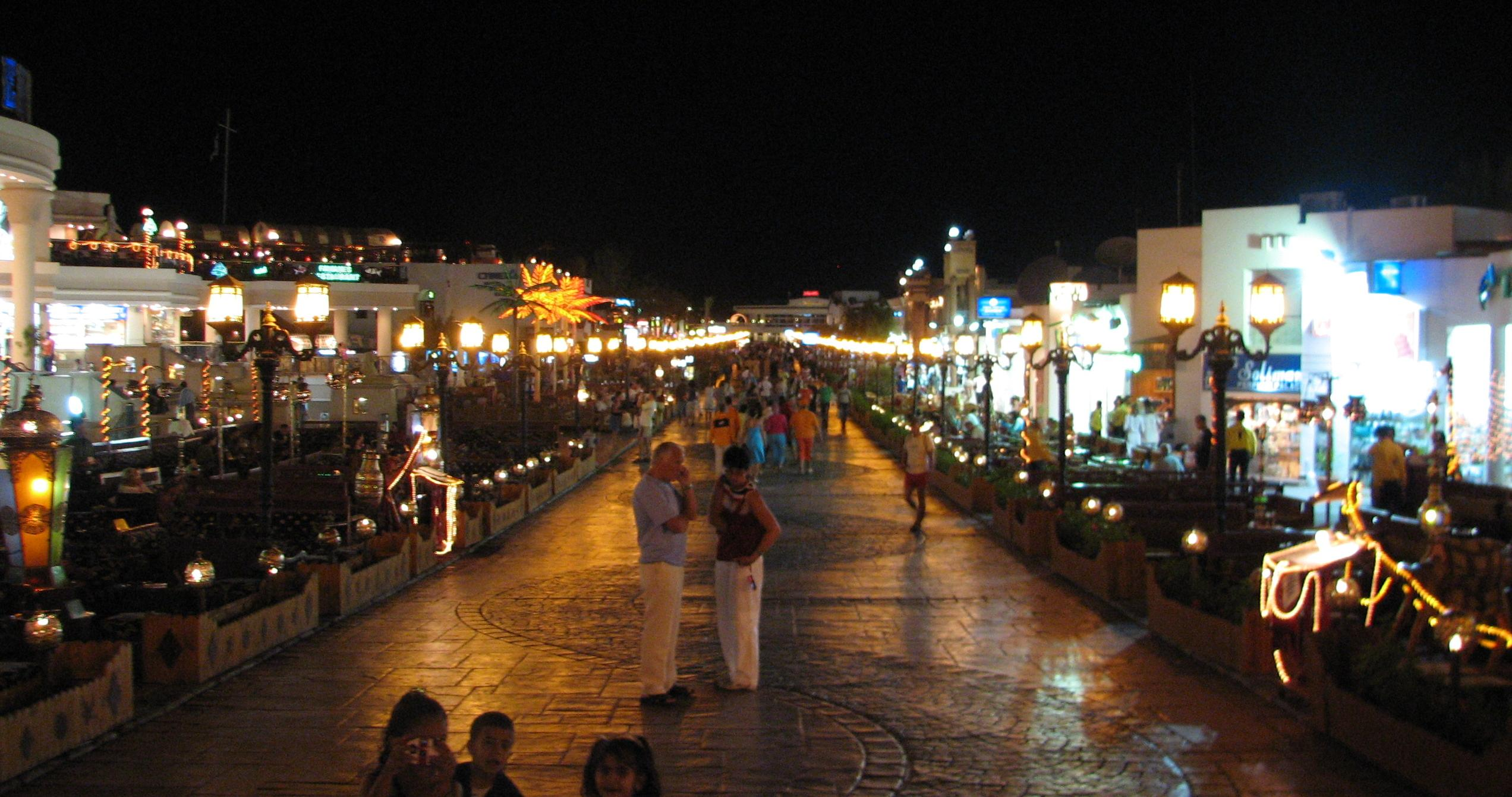
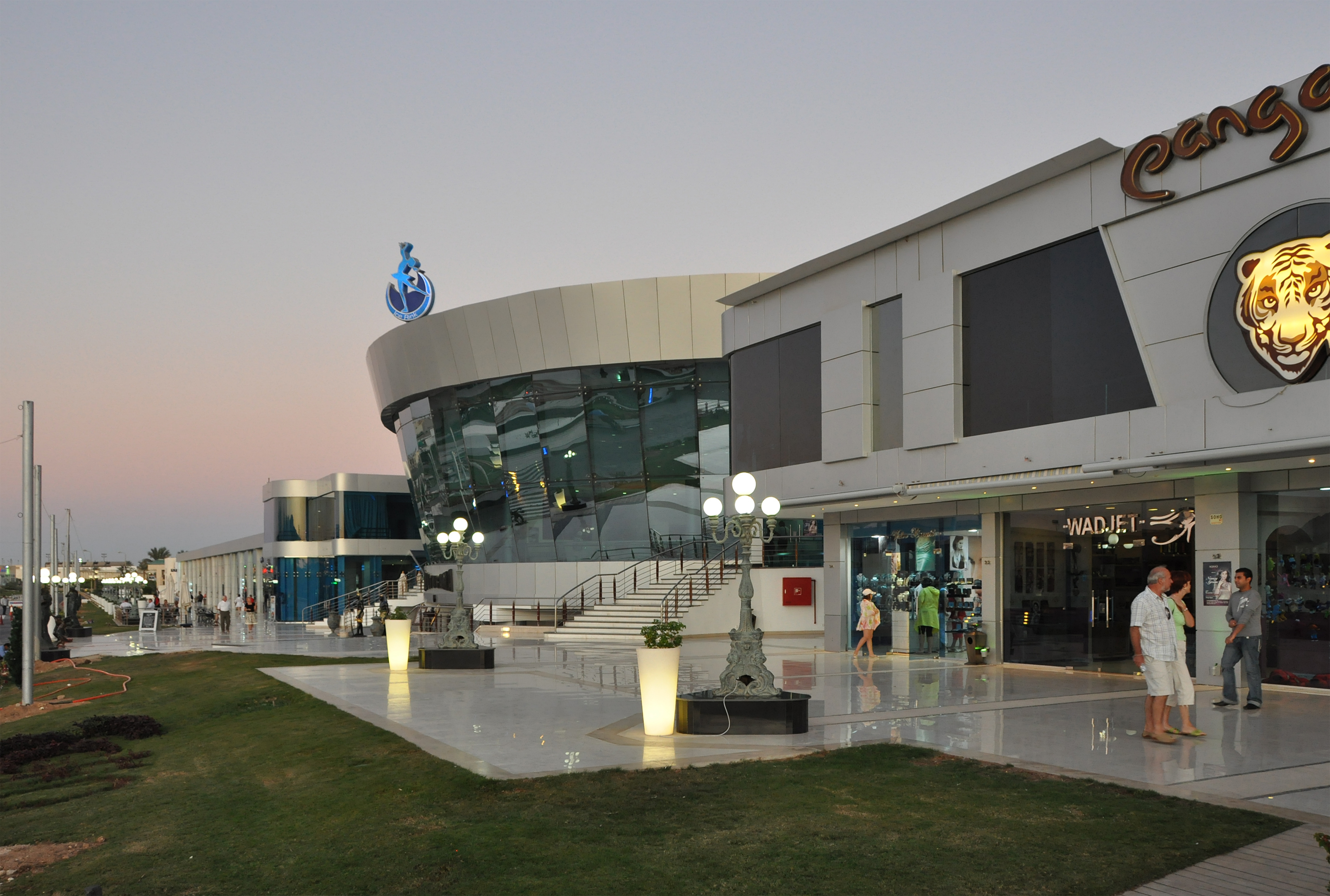